# RSKスポーツダッシュ
RSKスポーツダッシュ（あーる・えす・けい-）は、山陽放送（RSK）で土曜夕方に放送していた岡山・香川エリアのスポーツ情報番組。

## 概要
主に岡山・香川で活躍するプロ・アマのスポーツ選手や団体の情報や特集を放送する。団体では、主にサッカーJリーグのファジアーノ岡山や女子サッカーなでしこリーグの岡山湯郷Belle、野球四国・九州アイランドリーグの香川オリーブガイナーズ、女子バレーボールVリーグの岡山シーガルズを取り上げている。
また、プロ野球・中日ドラゴンズの野本圭（岡山県岡山市出身）や、大相撲の琴国（岡山県真庭市出身）などの岡山・香川出身のスポーツ選手や、ファジアーノ岡山の対戦相手として来岡した横浜FCの三浦知良といった全国区のスター選手へのインタビューを行うことがある。
しかし、RSKの営業売上減少による経費削減のあおりを受けて、2009年9月26日をもって放送を終了した。同時に、RSK独自のスポーツ情報番組の継続も断念し、RSKスポーツダッシュの流れを汲むスポーツ情報はRSKイブニングニュースの月曜スポーツコーナーに引き継がれた。

## 放送時間
- 土曜日17:15～17:30

※2007年9月までは17:30～17:45。

## キャスター
- 清水春樹（RSKアナウンサー・報道記者兼務、2008年10月-2009年9月）

※清水キャスターは、2009年9月28日からRSKイブニングニュースの月曜スポーツコーナーに出演している。
過去
- 畑嶋恵理奈（元RSK契約アナウンサー、現・フリーアナウンサー、2007年4月-2008年9月）